# Prix Edgar-Martínez

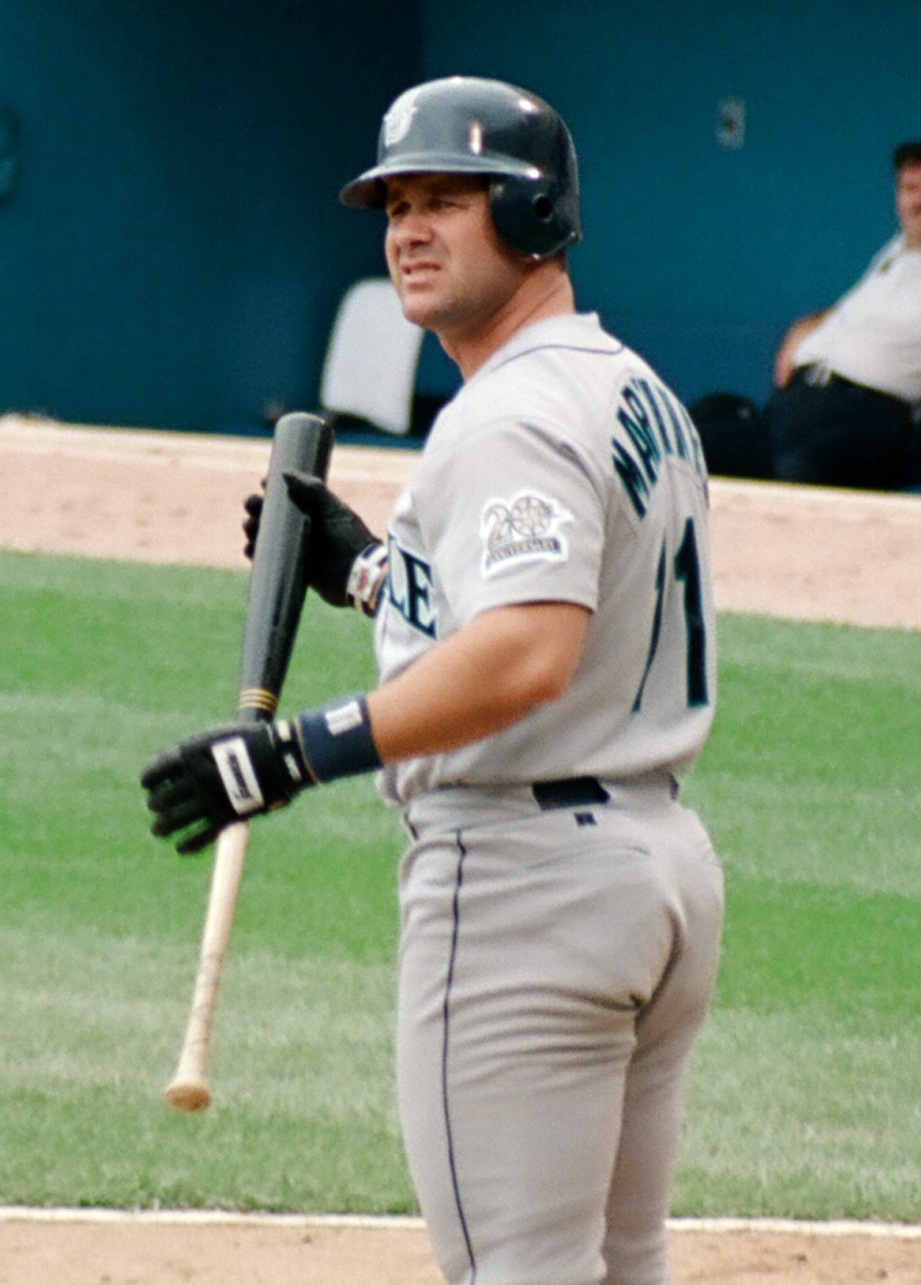
Edgar Martínez, en l'honneur de qui le prix est nommé.

Le Prix Edgar Martínez est un prix de la Ligue majeure de baseball décerné chaque année depuis 1973 au meilleur frappeur désigné de la saison.
De 1973 à 2019, ainsi qu'en 2021, le frappeur désigné n'a été utilisé que dans la Ligue américaine. Au cours de la saison 2020, qui a été raccourcie à 60 matchs en raison de problèmes de Covid-19, la Ligue américaine et la Ligue nationale ont utilisé le frappeur désigné. Dans le cadre du règlement d’un conflit de travail en 2022, le frappeur désigné a été définitivement adopté en Ligue nationale.
Originellement appelé Outstanding Designated Hitter Award, le prix a été renommé en 2004 en l'honneur de l'ancien joueur des Mariners de Seattle Edgar Martínez.

## Lauréats
| Année | Gagnant                           | Équipe                 |
| ----- | --------------------------------- | ---------------------- |
| 1973  | Orlando Cepeda                    | Red Sox de Boston      |
| 1974  | Tommy Davis                       | Orioles de Baltimore   |
| 1975  | Willie Horton                     | Tigers de Detroit      |
| 1976  | Hal McRae                         | Royals de Kansas City  |
| 1977  | Jim Rice                          | Red Sox de Boston      |
| 1978  | Rusty Staub                       | Tigers de Détroit      |
| 1979  | Willie Horton                     | Mariners de Seattle    |
| 1980  | Hal McRae                         | Royals de Kansas City  |
| 1981  | Greg Luzinski                     | White Sox de Chicago   |
| 1982  | Hal McRae                         | Royals de Kansas City  |
| 1983  | Greg Luzinski                     | White Sox de Chicago   |
| 1984  | Dave Kingman                      | Athletics d'Oakland    |
| 1985  | Don Baylor                        | Yankees de New York    |
| 1986  | Don Baylor                        | Yankees de New York    |
| 1987  | Harold Baines                     | White Sox de Chicago   |
| 1988  | Harold Baines                     | White Sox de Chicago   |
| 1989  | Dave Parker                       | Athletics d'Oakland    |
| 1990  | Dave Parker                       | Brewers de Milwaukee   |
| 1991  | Chili Davis                       | Twins du Minnesota     |
| 1992  | Dave Winfield                     | Blue Jays de Toronto   |
| 1993  | Paul Molitor                      | Blue Jays de Toronto   |
| 1994  | Aucun gagnant, grève des joueurs. |                        |
| 1995  | Edgar Martínez                    | Mariners de Seattle    |
| 1996  | Paul Molitor                      | Twins du Minnesota     |
| 1997  | Edgar Martínez                    | Mariners de Seattle    |
| 1998  | Edgar Martínez                    | Mariners de Seattle    |
| 1999  | Rafael Palmeiro                   | Rangers du Texas       |
| 2000  | Edgar Martínez                    | Mariners de Seattle    |
| 2001  | Edgar Martínez                    | Mariners de Seattle    |
| 2002  | Ellis Burks                       | Indians de Cleveland   |
| 2003  | David Ortiz                       | Red Sox de Boston      |
| 2004  | David Ortiz                       | Red Sox de Boston      |
| 2005  | David Ortiz                       | Red Sox de Boston      |
| 2006  | David Ortiz                       | Red Sox de Boston      |
| 2007  | David Ortiz                       | Red Sox de Boston      |
| 2008  | Aubrey Huff                       | Orioles de Baltimore   |
| 2009  | Adam Lind                         | Blue Jays de Toronto   |
| 2010  | Vladimir Guerrero                 | Rangers du Texas       |
| 2011  | David Ortiz                       | Red Sox de Boston      |
| 2012  | Billy Butler                      | Royals de Kansas City  |
| 2013  | David Ortiz                       | Red Sox de Boston      |
| 2014  | Víctor Martínez                   | Tigers de Détroit      |
| 2015  | Kendrys Morales                   | Royals de Kansas City  |
| 2016  | David Ortiz                       | Red Sox de Boston      |
| 2017  | Nelson Cruz                       | Mariners de Seattle    |
| 2018  | Khris Davis                       | Athletics d'Oakland    |
| 2019  | Nelson Cruz                       | Twins du Minnesota     |
| 2020  | Marcell Ozuna                     | Braves d'Atlanta       |
| 2021  | Shohei Ohtani                     | Angels de Los Angeles  |
| 2022  | Shohei Ohtani                     | Angels de Los Angeles  |
| 2023  | Shohei Ohtani                     | Angels de Los Angeles  |
| 2024  | Shohei Ohtani                     | Dodgers de Los Angeles |

## Records
Le record pour le plus grand nombre de titres du meilleur frappeur désigné appartient à David Ortiz avec 8, suivi d'Edgar Martínez avec 5. Ortiz détient le record pour le plus grand nombre de titres consécutifs, avec 5 de 2003 à 2007.
Les autres frappeurs l'ayant remporté plus d'une fois sont Shohei Ohtani (4), Hal McRae (3), Nelson Cruz (2), Willie Horton (2), Greg Luzinski (2), Don Baylor (2), Harold Baines (2), Dave Parker (2) et Paul Molitor (2).